# Heves
Heves [heveš] je župa v severním Maďarsku, severovýchodně od Budapešti nedaleko hranice se Slovenskem. Je obklopena župami Nógrád, Borsod-Abaúj-Zemplén, Jász-Nagykun-Szolnok a Pest. Jejím hlavním městem je Eger.

## Historie
Župa byla primárním cílem Osmanské říše během osmansko-uherských válek, kdy došlo k obléhání Egeru.
Župa Heves se utvořila kolem stejnojmenného hradu a městečka již v 11. století a s přestávkami a malými úpravami hranic existuje dodnes. Současná podoba pochází ze správní reformy roku 1950, kdy bylo od Heveše odtrženo okrajové území na levém břehu Tisy (Tiszafüred a okolí; připojeno k Jász-Nagykun-Szolnok).

## Přírodní poměry
Území župy Heves se skládá ze dvou diametrálně rozdílných polovin - na jihu je rovina náležící do Velké uherské nížiny, zatímco sever je pahorkatý až hornatý, tvořený pohořími Mátra, Bukové hory (maďarsky Bükk) a okrajem Cerové vrchoviny. V Mátře se nachází nejvyšší hora Maďarska, Kékes (1014 m n. m.). Na jižních svazích otevřených do nížiny je rozvinuto vinařství.
Řeky
- Zagyva
- Tarna
- Tisza
- Laskó

## Města
- Eger
- Gyöngyös
- Hatvan
- Heves
- Füzesabony
- Lőrinci
- Bélapátfalva
- Kisköre
- Pétervására

## Okresy
- Okres Bélapátfalva
- Okres Eger
- Okres Füzesabony
- Okres Gyöngyös
- Okres Hatvan
- Okres Heves
- Okres Pétervására